# Rocky Linux
Rocky Linux es una distribución de Linux desarrollada por Rocky Enterprise Software Foundation. Está diseñada para ser una distribución compatible con el sistema operativo de Red Hat Enterprise Linux (RHEL). El objetivo del proyecto es proporcionar un soporte comunitario, y un sistema operativo de producción a nivel empresa.

## Historia
El 8 de diciembre de 2020 Red Hat anunció que interrumpirían el desarrollo de CentOS, una rama derivada de la versión de Red Hat Enterprise Linux, a favor de una variante del sistema operativo conocida como CentOS Stream. En respuesta, el fundador original de CentOS, Gregory Kurtzer, anunció que nuevamente iniciará un proyecto para conseguir los objetivos originales de CentOS. Su nombre fue elegido como tributo a uno de los primeros cofundadores de CentOS, Rocky McGaugh. Para el 12 de diciembre, el repositorio de código de Rocky Linux se ha convertido en uno de los repositorios más concurridos en GitHub.